# Карлос Теноріо
Карлос Теноріо (ісп. Carlos Tenorio, нар. 14 травня 1979, Есмеральдас) — еквадорський футболіст, що грав на позиції нападника.
Виступав, зокрема, за клуби «Аль-Садд» та «Васко да Гама», а також національну збірну Еквадору, з якою був учасником двох чемпіонатів світу.

## Клубна кар'єра
У дорослому футболі дебютував 2001 року виступами за команду клубу «ЛДУ Кіто». За три сезони в 47 матчах чемпіонату Еквадору Теноріо забив 21 гол і допоміг ЛДУ виграти чемпіонат країни в 2003 році, проте цей титул команда завоювала вже без свого нападника, який відправився виступати в чемпіонат Саудівської Аравії. В «Аль-Насрі» (Ер-Ріяд) за половину сезону в 16 матчах він забив 15 голів, ставши найкращим бомбардиром турніру.
З 2004 по 2009 рік Теноріо виступав за катарську команду «Аль-Садд», де став справжнім лідером і улюбленцем уболівальників. Тут він тричі (2004, 2006, 2007) вигравав чемпіонат Катару, завойовував Кубок шейха Яссіма у 2006 році, двічі (2005, 2007) — Кубок Еміра Катару і тричі (2006, 2007, 2008) Кубок Наслідного принца Катару. У 2006 році Теноріо став найкращим бомбардиром чемпіонату Катару з 21 забитим голом.
Протягом 2009—2011 років захищав кольори «Аль-Насра» (Дубай). В кінці 2011 року було оголошено про повернення Теноріо в рідній «ЛДУ Кіто», проте вже через кілька тижнів, у січні 2012 року, Карлос підписав контракт з бразильським «Васко да Гама», у складі якого провів наступні два роки своєї кар'єри гравця.
Протягом 2014—2016 років захищав кольори клубів «Депортіво Ель Насьйональ», «Болівар» та «ЛДУ Кіто». З 2017 року виступає за болівійський «Спорт Бойз».

## Виступи за збірну
2001 року дебютував в офіційних матчах у складі національної збірної Еквадору. Першим великим турніром для Карлоса став Золотий кубок КОНКАКАФ 2002 року у США, куди колумбійці поїхали у статусі запрошених гостей, але програли обидва матчі у групі. Влітку того ж року поїхав з командою на чемпіонат світу 2002 року в Японії і Південній Кореї, де еквадорці також не вийшли з групи.
Найвдалішим для Карлоса став наступний чемпіонат світу 2006 року у Німеччині, на якому Теноріо забив у двох матчах групового етапу проти Польщі (2:0) та Коста-Рики (3:0), чим допоміг своїй збірній вперше в історії вийти в плей-оф турніру.
Останнім великим турніром для гравця став розіграш Кубка Америки 2007 року у Венесуелі, де зіграв у всіх трьох матчах, які Еквадор програв і не вийшов з групи.
Протягом кар'єри у національній команді, яка тривала 12 років, провів у формі головної команди країни 52 матчі, забивши 12 голів.

## Досягнення

### Командні
- Чемпіон Еквадору (1): 2003
- Чемпіон Болівії (2): 2014 (Апертура), 2015 (Клаусура)
- Чемпіон Катару (3): 2003/04, 2005/06, 2006/07
- Кубок Еміра Катару (2): 2004/05, 2006/07
- Кубок шейха Яссіма (1): 2006
- Кубок наслідного принца Катару (3): 2006, 2007, 2008

### Індивідуальні
- Найкращий бомбардир чемпіонату Саудівської Аравії: 2002/03 (15 голів)
- Найкращий бомбардир чемпіонату Катару: 2005/06 (21 гол)